# Megmet
Megmet je obchodní název firmy Metra Blansko pro megaohmmetr, tedy měřící přístroj na měření velkých odporů, zejména na zkoušení elektrické izolace. Tu zkouší ‒ měří velkými napětími (podle konstrukce napětím 250, 500, 1000, 2500 V). Napětí pro měření se v něm generuje vestavěným generátorem točením kličkou. Jeho stupnice je značena od nuly do nekonečna ohmů (rozpojeno). Používá se při revizích elektrických zařízení nebo k určení závady na elektrickém zařízení.